# It's a Business Doing Pleasure
It's a Business Doing Pleasure è l'ottavo album in studio dei Helix, uscito nel 1993 per l'Etichetta discografica Aquarius Records.

## Il disco
Questo disco era stato originariamente pensato come lavoro solista di Vollmer, tuttavia l'etichetta insistette nel far pubblicare l'album sotto il nome degli Helix. Venne girato il video di "That Day Is Gonna Come", un tributo in memoria del defunto Paul Hackman, che però non ottenne un buon successo. Durante questo periodo il gruppo arruolò il nuovo chitarrista Greg Fraser proveniente dai connazionali Brighton Rock, che entrò nella band durante il tour del disco. Nonostante sia stato accreditato per aver partecipato alle sessioni, apparendo anche sulla copertina, il chitarrista non partecipò alle registrazioni, che furono invece eseguite da Mark Ribler. L'album vide la partecipazione speciale di Lee Aaron che contribuì alle parti vocali nel brano "Look Me Straight In The Heart", mentre Kim Mithcell suonò la chitarra solista in "Sleeping in The Doghouse Again". Altri ospiti speciali furono Rob Laidlaw dei Winter Rose e Gipsy Rose e nuovamente l'ex batterista Brent Doerner.
Il lavoro fu un insuccesso in termini di vendite, e fu duramente criticato anche a causa del cambio di rotta verso il pop rock, che poco condivideva con il classico stile del gruppo.

## Tracce
1. That Day Is Gonna Come (Ribler, Vollmer) 5:16
2. Tug O' War (Ribler, Vollmer) 3:41
3. Wrong Side of Bed (Ribler, Vollmer) 4:14
4. Can't Even Afford to Die (Ribler, Vollmer) 4:05
5. Misery Loves Company (Ribler, Vollmer) 3:52
6. Look Me Straight in the Heart (Ribler, Vollmer) 4:07
7. Trust the Feeling (Ribler, Vollmer) 5:08
8. Love Is a Crazy Game (Hackman, Lyell, Marinaccio, Ribler) 4:19
9. Sleepin' in the Dog House Again (Ribler) 3:29
10. Mad Mad World (Ribler, Vollmer) 3:24

## Formazione
- Brian Vollmer - vocals
- Doctor Brent Doerner - chitarra
- Greg Fraser - chitarra
- Daryl Gray - basso
- Greg Hinz - batteria

### Altri musicisti
- Lee Aaron - voce nella traccia 6
- Brian Doerner - batteria
- Kim Mitchell - chitarra nella traccia 9
- Marc Ribler - chitarra, cori
- Paula Hanke - cori
- Paula Tessaro - cori
- Whistlers' Mother's Choir - cori
- Anthony Vandenburg - cori
- Doug Varty - cori